# Rablay-sur-Layon
Rablay-sur-Layon é uma ex-comuna francesa na região administrativa da Pays de la Loire, no departamento de Maine-et-Loire. Estendeu-se por uma área de 7,44 km². Em 2010 a comuna tinha 732 habitantes (densidade: 98,4 hab./km²).
Em 1 de janeiro de 2016 foi fundida com as comunas de Thouarcé, Champ-sur-Layon, Faveraye-Mâchelles e Faye-d'Anjou para a criação da nova comuna de Bellevigne-en-Layon.